# Xenolepidichthys dalgleishi
Xenolepidichthys dalgleishi är en fiskart som beskrevs av John Dow Fisher Gilchrist 1922. Xenolepidichthys dalgleishi ingår i släktet Xenolepidichthys och familjen Grammicolepididae. Inga underarter finns listade i Catalogue of Life.